# 印第安领地
印第安领地（英語：Indian Territory）是指美国政府搬迁美洲原住民后为其预留的仍拥有所有权的土地。简单说来就是，部落割让他们原来拥有的土地，所得到的美国联邦政府从法国新获得的用以交换的土地。印第安领地这一概念是18世纪和19世纪一系列印第安人迁移政策的结果。美国南北战争后，政府的政策是同化。联邦政府指派并直接管理大部分保留地，只有少数位于东部州的保留地则由各州管理。保留地拥有有限自治权。
根据1834年的《不往来法案》（Non-Intercourse Act），印第安领地属于美国无建制领土，其边界也由此法律设定。在密苏里领地的一部分以密苏里州之名建州后，印第安领地也同时成为了原密苏里领地的继承者。在美国国会通过各种组织法以设立合并领土后，印第安领地的边界被缩小。1907的年俄克拉何马州授权法案的通过，使得新设立的俄克拉何马州合并了原俄克拉何马领地和剩余的印第安领地。使得印第安领地这一概念不复存在。而直至俄克拉荷马建州，印第安领地从未成为美国合并建制领土。
如今印第安保留地（Indian Reserve）一词是指分散在美国各地的半自治领土。而在1763年-1783年期间，“印第安保留地”（Indian Reserve）的概念是描述英国政府在美国革命战争前在阿巴拉契亚山脉和密西西比河之间为，美国土著部落预留的土地。

## 外部連結
1. ↑  .   [2021年12月31日]. （原始内容存档于2021年12月31日）.